# Münchner Stadtentwässerung
Die Münchner Stadtentwässerung (MSE) ist ein Eigenbetrieb der Landeshauptstadt München der die Münchner Kanalisation und Abwasserreinigung Münchens und angeschlossener Umlandgemeinden verantwortet. Ihr Sitz ist im Technischen Rathaus im Stadtbezirk Berg am Laim. Die MSE betreibt zwei Großklärwerke im Münchner Norden mit insgesamt drei Millionen Einwohnerwerten reinigen täglich 560.000 Kubikmeter Abwasser aus Haushalt und Industrie. Seit April 1998 betreibt die MSE eine Klärschlammverbrennungsanlage, die einen Großteil des anfallenden Klärschlammes thermisch verwertet.

## Kläranlagen
Die Münchner Stadtentwässerung betreibt zwei Kläranlagen, Gut Großlappen und Gut Marienhof. Durch ihre Lage im tief liegenden Münchner Norden fließen die Abwässer durch das Münchner Kanalsystem von Süden aus fast allen Teilen der Stadt ohne Pumpen zu den Kläranlagen.

### Gut Großlappen

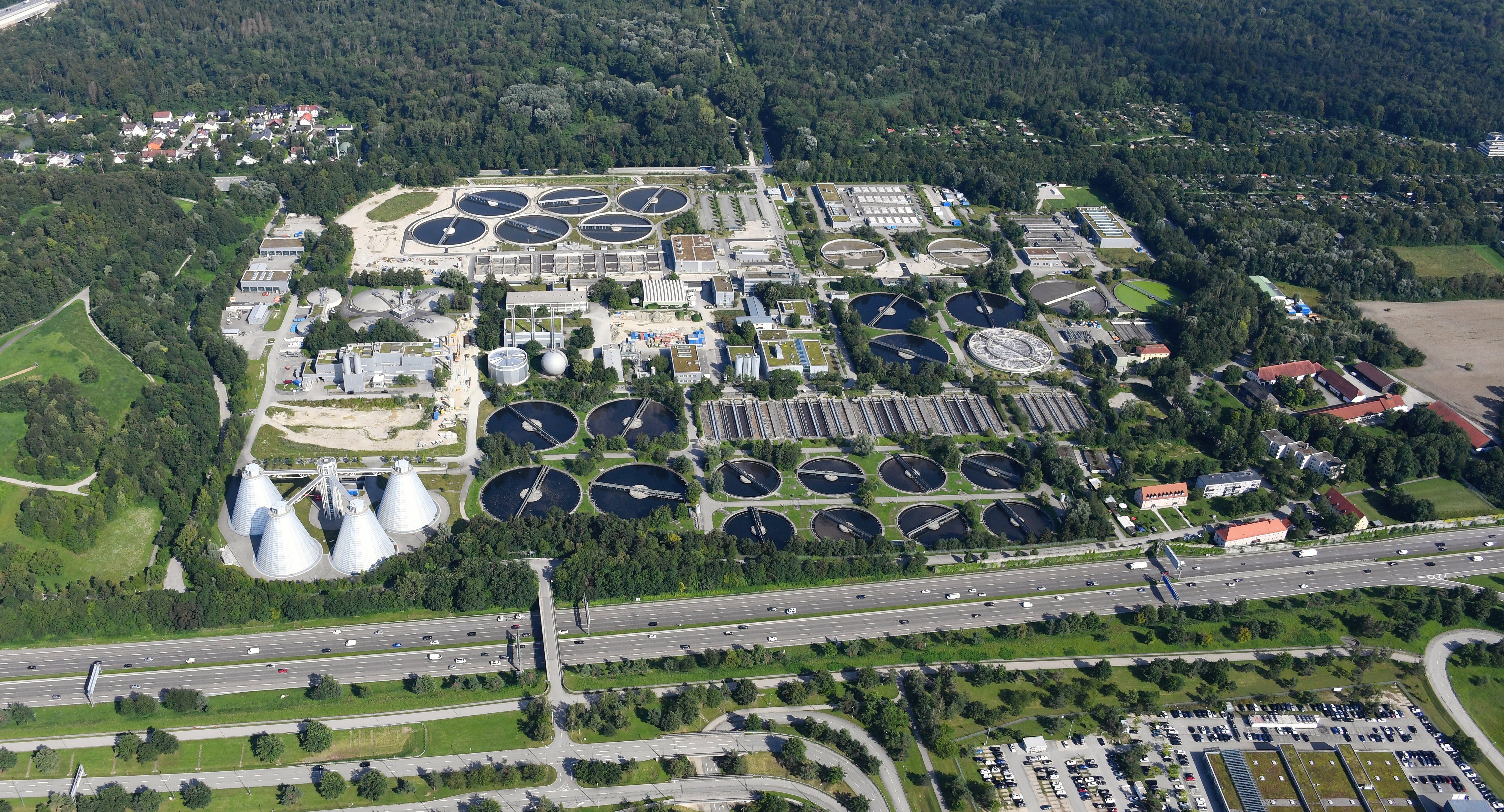
Klärwerk Gut Großlappen

Die Großkläranlage Gut Großlappen liegt im Münchner Stadtteil Freimann am Fröttmaninger Berg zwischen der Autobahn München – Nürnberg (A9) und der Freisinger Landstraße. Das Klärwerk hat eine Reinigungsleistung von zwei Millionen Einwohnerwerten (EW). Die gereinigte Jahresabwassermenge betrug 136,4 Millionen Kubikmeter im Jahr 2024.
Gut Großlappen hat drei Reinigungsstufen:
- mechanische Reinigung mit Rechenhaus, Sandfängen, Vorklärbecken und Abwasserpumpwerk
- biologische Reinigung mit zwei Stufen, deren Belebungsbecken mit anaeroben und aeroben Zonen zur biologischen Phosphor- und Stickstoffentfernung ausgestattet sind

Das geklärte Abwasser fließt zum größten Teil durch ein Dükerbauwerk unter der Isar hindurch zum Hauptpumpwerk der E.ON Wasserkraft zwischen Unterföhring und Ismaning. Von diesem wird es in die fünf Meter höher liegenden ehemaligen Fischteiche des Teichguts Birkenhof am Ismaninger Speichersee und zum Teil direkt in den Speichersee gepumpt. Von dort fließt es durch das Kraftwerk Neufinsing in den Mittleren-Isar-Kanal und an dessen Ende schließlich in die Isar.

#### Die Geschichte von Gut Großlappen
Ab 1916 kaufte die Stadt München die zum Gut Großlappen gehörigen Gründe auf und ließ dort 1926 die große städtische Kläranlage errichten. Nach der offiziellen Einführung der Schwemmkanalisation im Jahr 1890 hatte das Kanalnetz noch einen geringen Umfang und die Abwassermenge war entsprechend klein. Doch die Stadt wuchs von Jahr zu Jahr – und mit ihr das Kanalnetz. Die Folge war die immer deutlicher erkennbare Verunreinigung der Isar. 1912 forderte die Regierung von Oberbayern den Bau einer Kläranlage für München mit einem Anschluss von 60 Prozent der Haushalte an das öffentliche Kanalnetz. Daraufhin besichtigten die Stadträte die Abwasserreinigungsanlagen anderer Städte. Im Anschluss an diese Erkundigungen wurde eine Versuchsanlage gebaut und 1915 bereitete die Stadt den Bau einer Kläranlage vor, die bei Großlappen liegen sollte.
Der Erste Weltkrieg machte diese Pläne jedoch zunichte. Als erwogen wurde, das Wasser der Isar zur Stromerzeugung zu nutzen, wurde das Projekt erneut diskutiert und die Umsetzung beschlossen. Mit dem Bau des Oberföhringer Wehrs und der Ableitung des größten Teils des Isarwassers wurden der Bau und die Inbetriebnahme einer mechanischen Kläranlage sowie einer biologischen Fischteichanlage am Speichersee bei Ismaning in Großlappen notwendig. Der Bau dauerte von 1922 bis 1926. Die mechanische Reinigung erfolgte zunächst mithilfe von Grobrechen und dann in zweistöckigen Ausfaulbecken, Emscherbecken genannt, die noch bis 1989 in Betrieb waren. Der entnommene Schlamm wurde mit einer Kleinbahn zu den bis zu zehn Kilometer nördlich der Kläranlage gelegenen Feldern der Garchinger Ödlandgenossenschaft und des städtischen landwirtschaftlichen Gutes Großlappen befördert.
Mit zunehmendem Umweltbewusstsein stiegen die Anforderungen an die Reinigungsleistung des Klärwerks. Der weitere Ausbau des Klärwerks Gut Großlappen war die logische Folge. Die Fertigstellung eines zweiten Zulaufs mit den dazugehörigen mechanischen Reinigungsanlagen im Jahr 1960 sowie die Vollendung der biologischen Reinigungsstufe im Jahr 1973 waren große Schritte hin zu dem Ziel, die Isar so sauber wie möglich zu halten. 1994 ging die zweite biologische Reinigungsstufe, die der Stickstoffentfernung dient, in Betrieb. Der räumliche Ausbau stieß aber bald an seine Grenzen, denn auch die Umgebung des Klärwerksgeländes wurde im Lauf der Jahrzehnte durch Ansiedlungen, Straßen und den Müllberg im Norden immer dichter. Neubaumaßnahmen konnten deshalb oft nur an der Stelle von zuvor demontierten Anlagen errichtet werden. Die Lösung all dieser Probleme war der Bau eines zweiten Klärwerks in den 1980er Jahren.

### Gut Marienhof
Klärwerk Gut Marienhof ist seit 1989 in Eching-Dietersheim in Betrieb. Es hat eine Reinigungskapazität von einer Million Einwohnerwerten (EW). Die gereinigte Jahresabwassermenge betrug 81,3 Millionen Kubikmeter im Jahr 2024.

#### Ultraviolett-Technologie in Gut Marienhof

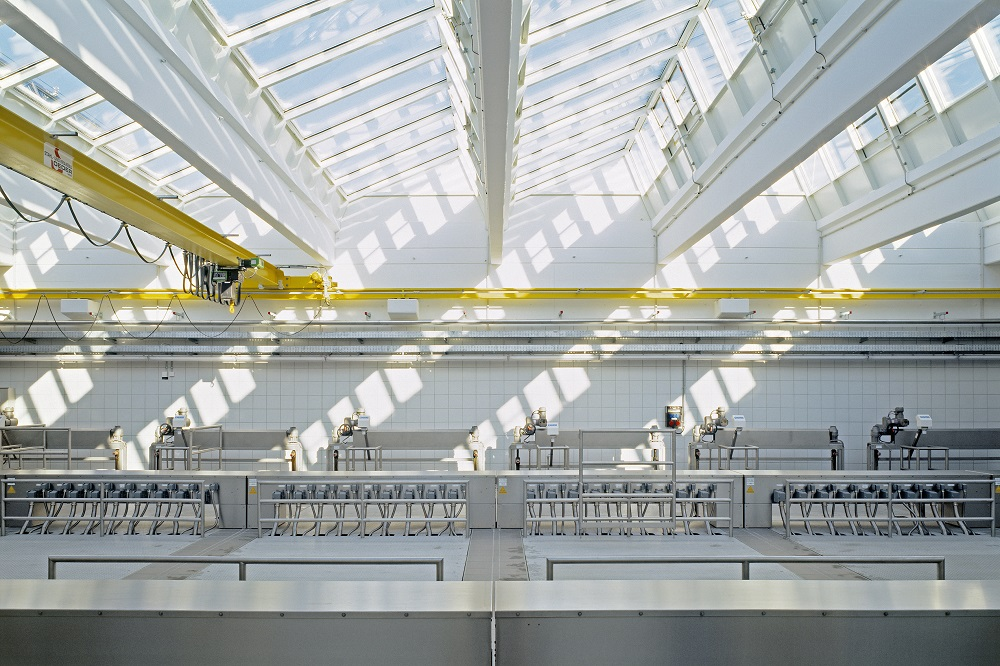
Die Ultraviolett-Anlage in Klärwerk Gut Marienhof

Zusätzlich zu den drei Reinigungsstufen hat Gut Marienhof eine Ultraviolett-Anlage, die eine Reinigungsleistung von 99 Prozent ermöglicht. Dieser Wert des Klärwerks Gut Marienhof bedeutet für die Isar eine hervorragende Gewässergüte mit guter Sauerstoffversorgung und großer Artenvielfalt an Mikroorganismen, Fischen, Kleintieren und Insektenlarven. Eine Desinfektion des Abwassers, die mögliche Krankheitskeime im Wasser abtötet, gehört im gängigen Verständnis nicht zu den Aufgaben der Abwasserreinigung. Wohl aber zu den Dingen, die Bürger sich wünschen und erwarten. Die Landeshauptstadt München kam diesen Wünschen nach. Bereits 1994 liefen erfolgreich Versuche der Münchner Stadtentwässerung in halbtechnischem Maßstab, Ultraviolettlicht zur Desinfektion des Abwassers einzusetzen.
Dass das Isarwasser wieder Badegewässerqualität hat, dafür setzten sich Münchens Bürgermeister Hep Monatzeder und die Münchner Stadtentwässerung gemeinsam mit anderen Isargemeinden und Fachbehörden seit 1998 ein. Nach einigen Beratungen am runden Tisch beschlossen die Bürgermeister von München gemeinsam mit weiteren Isargemeinden, die mikrobiologisch hygienische Wasserqualität der Kläranlagenabläufe durch den Bau von Abwasserdesinfektionsanlagen zu verbessern. Im Mai 1999 beschloss der Münchner Stadtrat die Planung einer Abwasserdesinfektionsanlage. Die Realisierung des Projekts wurde davon abhängig gemacht, inwieweit die anderen Isargemeinden ebenfalls bereit waren, entsprechende Maßnahmen zu ergreifen.
Vier Jahre später einigten sich auch die Betreiber der im Norden Münchens gelegenen Klärwerke in Garching, Ismaning, Grüneck und Freising, Abwasserdesinfektionsanlagen zu errichten. Die Landeshauptstadt München fasste den endgültigen Beschluss zum Bau einer Desinfektionsanlage im Klärwerk Gut Marienhof im Juni 2003. Die Einweihung der Anlage im August 2005 bedeutet einen Meilenstein bei der Verwirklichung des Ziels „Wiederherstellung der Badegewässerqualität in der Isar“. Das Ziel „Baden in der Isar von der Quelle bis Moosburg“ ist ein europaweit einzigartiges Projekt. Betrieben wird die Desinfektionsanlage während der Badesaison im Sommerhalbjahr vom 15. April bis 30. September zeitgleich mit denen der anderen Isargemeinden. Das Bayerische Umweltministerium förderte das Projekt mit einer Million Euro.

#### Die Geschichte von Gut Marienhof
Die ersten Pläne für ein zweites Klärwerk entstanden bereits im Jahr 1940, verschwanden aber gleich wieder in der Schublade, weil der Zweite Weltkrieg und dann die Nachkriegszeit andere Prioritäten setzten. Doch die Stadt wuchs und wuchs – und mit ihr die Menge des Abwassers. Mit Beginn der 1970er Jahre erwachte dann allgemein das Bewusstsein für die Umwelt und entsprechend schärfer wurden die gesetzlichen Anforderungen. 1972 schließlich stand das alte Projekt wieder im Fokus. Ein Raumordnungsverfahren in den Jahren 1972 bis 1974 brachte Klarheit über den endgültigen Standort. Dieser liegt etwa zehn Kilometer nördlich der Stadtgrenze flussabwärts auf dem Gebiet der Gemeinde Eching im Ortsteil Dietersheim und hat den Vorteil, Abwässer aus dem Norden und Nordwesten Münchens in freiem Gefälle zum künftigen Klärwerk leiten zu können. Nachdem der Standort beschlossen war, wurden in einem Bebauungsplan und einem Wasserrechtsverfahren die städtebaulich-gestalterischen wie auch die technischen, auf die Reinigungsleistung bezogenen Anforderungen an das Klärwerk konkretisiert. Im Jahr 1989 schließlich – 17 Jahre nach der Wiederaufnahme des Projekts – war die Anlage Gut Marienhof fertiggestellt und konnte in Betrieb gehen.

## Klärschlammverbrennungsanlage (KVA)
Zur Entsorgung der jährlich anfallenden 1,2 Millionen Tonnen Klärschlamm betreibt die MSE seit 1998 auf dem Klärwerk Gut Großlappen eine eigene Mono-Klärschlammverbrennungsanlage. Im Klärwerksverbund werden dort bisher rund 70 Prozent des Schlamms thermisch verwertet. Die restlichen 30 Prozent werden im Müllblock des Heizkraftwerk Nord verbrannt.
Durch die Novellierung der Klärschlammverordnung (AbfKlärV) ist die Ausbringung von Klärschlamm auf Felder zum Schutz der Böden und Gewässer für Großkläranlagen ab 2029 nicht mehr erlaubt. Daher entfällt ab 1. Januar 2029 die Möglichkeit zur Mitverbrennung von rund einem Drittel des Münchner Klärschlamms im Heizkraftwerk Nord. Auch altersbedingt steigt der Instandhaltungsbedarf der bestehenden KVA. Diese wird 2028 nach 30 Jahren Betrieb das Ende ihrer vorgesehenen Nutzungsdauer erreichen.
Mögliche Sanierungsvarianten wurden untersucht und Strategien für die künftige Entsorgung entwickelt. Als wirtschaftlichste und den Anspruch an die Nachhaltigkeit erfüllende Lösung hat sich – auch vor dem Hintergrund der Novellierung der Klärschlammverordnung – der Neubau einer Mono-Klärschlammverbrennungsanlage, also einer Anlage, in der ausschließlich Klärschlamm verbrannt wird, für den gesamten Schlamm beider Klärwerke ergeben.

## Kanalisation
siehe Münchner Kanalisation

## Regenrückhalteanlagen

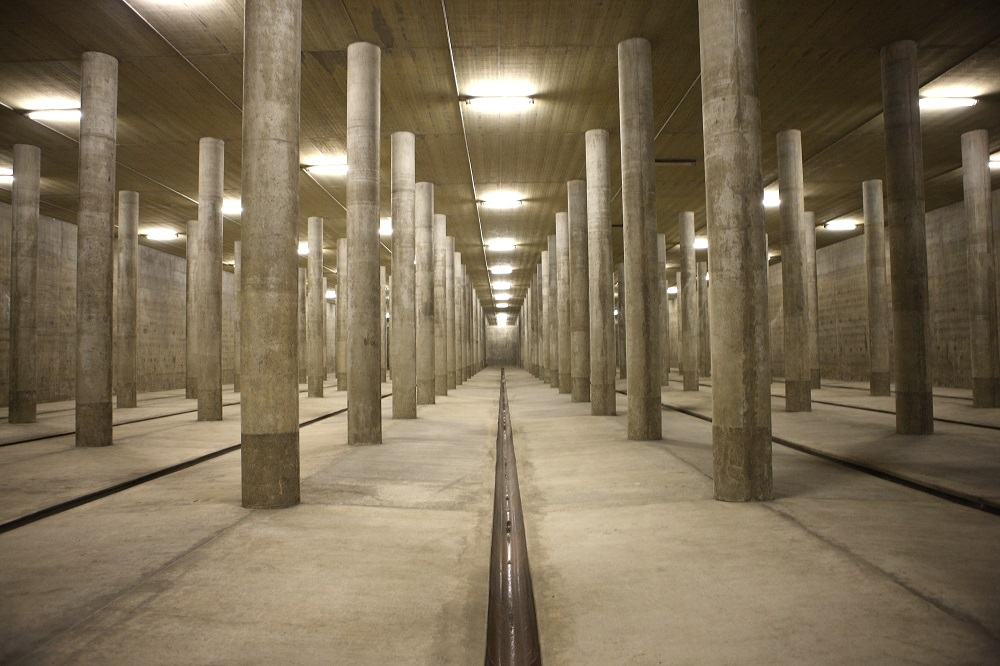
Das Regenrückhaltebecken unter dem Hirschgarten

Kanalnetze und Kläranlagen können nicht so groß dimensioniert werden, dass auch die Wassermengen von Extremniederschlägen, beispielsweise von starken Gewitterregen, vollständig abgeleitet und behandelt werden könnten. Deshalb sind bei starken Niederschlägen sogenannte Mischwasserentlastungen in die Isar und ihre Nebengewässer sowohl technisch erforderlich wie rechtlich zulässig. Um große Wassermengen zwischenzuspeichern, betreibt die Münchner Stadtentwässerung innerhalb des Münchner Kanalnetzes Rückhalteeinrichtungen mit einem Gesamtvolumen von 703.000 m³.
Regenüberlaufbecken
- Leinthaler Brücke, 44.000 m³
- Schenkendorfstraße, 20.000 m³
- Gyßlingstraße, 60.000 m³
- Vorfeld Großlappen, 60.000 m³

Regenrückhaltebecken
- Oberwiesenfeld, 80.000 m³
- Bertha-von-Suttner-Weg, 10.000 m³
- Albert-Schweitzer-Straße, 4.000 m³
- Hirschgarten, 90.000 m³

Regenrückhaltekanal
- Becker-Gundahl-Straße, 2.000 m³
- Verbindungskanal, 80.000 m³
- Thalkirchner Straße, 10.000 m³
- Notumlauf Klärwerk Gut Marienhof, 8.000 m³
- Nordwest-Sammler Abschnitt I, 200.000 m³
- Nordwest-Sammler Abschnitt II, 35.000 m³

## Großprojekte

### Neubau Klärschlammverbrennungsanlage auf Gut Großlappen
Die Klärschlammverbrennungsanlage (KVA) auf dem Klärwerk Gut Großlappen ist seit 1998 in Betrieb und verwertet circa zwei Drittel des ausgefaulten Klärschlamms beider Klärwerke thermisch. In den vergangenen Jahren kam es vermehrt zu Revisionen und Störungen. In einem aufwändigen Anlagencheck wurden daher die Sanierungsvarianten für die bestehende KVA ausgiebig beleuchtet. Auch vor dem Hintergrund der künftig rechtlich vorgegebenen Pflicht zur Rückgewinnung von Phosphor wurden in einem Klärschlammbehandlungskonzept Strategien für die zukünftige Klärschlammentsorgung entwickelt. Als wirtschaftlichste Lösung wurde der zügig zu erstellende Neubau einer KVA für den gesamten Schlamm beider Klärwerke vorgeschlagen.
Ein Grundsatzbeschluss zur Klärschlammbehandlung wurde am 28. Juni 2016 im Stadtentwässerungsausschuss und am 20. Juli 2016 in der Vollversammlung gefasst. Die Vorplanung mit Variantenauswahl wurde mit der Vorprojektgenehmigung im Dezember 2018 abgeschlossen. Der Klärschlamm soll künftig in einer – aus Redundanzgründen – zweilinigen Anlage im Wirbelschichtofen energieautark verbrannt werden. Die Entwurfsplanung wurde abgeschlossen. Der Entwurf wurde von der Werkleitung freigegeben. Der Stadtentwässerungsausschuss wurde am 30. Juni 2020 durch einen Sachstandsbericht informiert und hat über das weitere Vorgehen entschieden. Die Ausschreibung zur Gewinnung eines Generalunternehmens ist erfolgt. Parallel zur Ausschreibung des Generalunternehmers wurde die Genehmigung nach Bundesimmissionsschutzgesetz (BImSchG) eingeholt. Die Umweltverträglichkeitsuntersuchung ist fertiggestellt. Der Antrag wurde bei der Regierung von Oberbayern (ROB) eingereicht. Die Träger öffentlicher Belange sowie Verbände wurden durch die ROB beteiligt. Eine Online-Auslegung fand vom 5. September bis zum 4. Oktober 2022 statt. Es sind Stellungnahmen und Einwendungen bei der Regierung von Oberbayern eingegangen, zu denen im Dezember 2022 Stellung genommen wurde.
Der Stadtentwässerungsausschuss hat in seiner Sitzung am 4. Juli 2023 der MSE die Projektgenehmigung für den Neubau einer Klärschlammverbrennungsanlage auf dem Klärwerk Gut Großlappen erteilt. Für das Großprojekt wurden Kosten in Höhe von 404,5 Millionen Euro genehmigt.

### U5-Verlängerung Pasing und weiter nach Freiham
Im Juli 2015 hat der Stadtrat das Baureferat mit der Planung und Erstellung der Planfeststellungsunterlagen für die Verlängerung der U-Bahn-Linie 5 nach Pasing beauftragt. Darin inbegriffen sind auch umfangreiche Kanalbaumaßnahmen. Die Planungen des Gesamtprojekts wurden durch das Baureferat, Hauptabteilung Ingenieurbau, beauftragt. Hierin sind auch die Planungen der tunnelnahen Kanalumlegungen enthalten. Die Projektgenehmigung der Gesamtmaßnahme wurde in der Stadtratssitzung der Vollversammlung am 15. Dezember 2021 beschlossen. Die Planungen für das Baulos 1 wurden im Frühjahr 2021 fertiggestellt, sodass im März 2021 die europaweite Ausschreibung der Gesamtbaumaßnahme erfolgte. In Begleitung der U-Bahnbaumaßnahme werden die tunnelnahen Kanäle verlegt. Hier hat der Kanalbau bereits im September 2022 begonnen. Die Rohbauausschreibung für das Baulos 2 wurde im Dezember 2022 veröffentlicht. Die Angebotsabgabe war im April 2023. Ab Mai 2023 erfolgten die Spartenumlegungen im Planungsabschnitt 78. Die Rohbaumaßnahme und der darin enthaltene Kanalbau für das Gesamtlos 2 beginnt voraussichtlich im Frühjahr 2024. Die Gesamtprojektkosten belaufen sich auf 20,8 Millionen Euro.
Mit Beschluss der Vollversammlung des Stadtrates vom 23. Januar 2019 wurde die Verlängerung der U5-West zwischen Bahnhof Pasing bis Freiham-Zentrum in den Nahverkehrsplan der Landeshauptstadt München mit aufgenommen. Da der U-Bahn-Bau im Bereich der zukünftigen U-Bahnhöfe und Notausstiege in das bestehende Abwasserkanalsystem eingreift, sind umfangreiche Kanalmaßnahmen erforderlich. Das Baureferat hat die Vorplanung der Streckenverlängerung von Pasing bis Freiham abgeschlossen. Die Bedarfsgenehmigung wurde durch die Werkleitung am 15. Januar 2025 erteilt. Derzeit erfolgt die Bearbeitung der Vorplanung. Das Projekt hat Gesamtkosten von 20 Millionen Euro.

### Düker Montgelasstraße
Die Münchner Stadtentwässerung plant eine Entlastung der Regenüberläufe R 158 alt Montgelasstraße, R 160 Isarring und R 182 Rümelinstraße. Mit dem Bau eines neuen Dükers Montgelasstraße, der die Weiterleitung von circa 2.000 Litern pro Sekunde ermöglicht, können diese Regenüberläufe ohne Ertüchtigung des Dükers Oberföhringer Wehr entlastet werden. Das Projekt ist gemäß dem gültigen Wasserrechtsbescheid bis 2025 abzuschließen. Es dient der Gewässerreinhaltung der Isar. Nach aktueller detaillierter Terminplanung wird die Fertigstellung des Projekts für 2023 erwartet. Die geplante Variante ist mit der Unteren Naturschutzbehörde, dem Wasserwirtschaftsamt, dem Referat für Klima- und Umweltschutz sowie mit dem Baureferat, Hauptabteilung Gartenbau, abgestimmt. Die Projektgenehmigung wurde am 2. Juli 2019 durch den Stadtentwässerungsausschuss erteilt. Die Baumaßnahme wurde europaweit ausgeschrieben und vergeben. Baubeginn war im Juni 2020. Der Vortrieb (circa 100 Meter) zur Isarunterquerung wurde erfolgreich im Juni 2021 durchgeführt. Die Bauwerke Düker Oberhaupt, Düker Unterhaupt und Trennbauwerk wurden im November 2022 fertiggestellt. Die Gesamtprojektkosten beliefen sich auf 17 Millionen Euro.

### Kanalbau in der Landsberger Straße
Der Kanalneubau Landsberger Straße soll das aus der Mitte des 20. Jahrhunderts stammende Kanalsystem im Bereich zwischen Pasing und Laim entlasten. Um die kritischen Abwasservolumenströme im Münchner Westen/Südwesten abzuleiten, ist in der Landsberger Straße ein Abwasserkanal geplant, der künftig an den bereits hergestellten Abwassersammelkanal DN 3000 am Laimer Kreisel anschließt und über das Regenrückhaltebecken Hirschgarten die anfallenden Mischwasserströme schadlos ableitet. Die vorliegende Maßnahme schafft durch die Herstellung des Lückenschlusses die Verbindung zwischen dem ersten Bauabschnitt Am Knie und dem bereits hergestellten Teilstück am Laimer Kreisel. Die Projektgenehmigung im Stadtentwässerungsausschuss (SEA) ist am 24. Oktober 2017 erfolgt. Die Vergabe der Kanalbauarbeiten erfolgte am 22. Juni 2018 im SEA. Mit den Bauarbeiten wurde im Oktober 2018 begonnen. Alle Arbeiten sind mittlerweile abgeschlossen und der Kanal seit 7. Oktober 2021 in Betrieb. Die Gesamtprojektkosten beliefen sich auf 36,6 Millionen Euro.